# Cofidis, Solutions Crédits/Saison 2018
Diese Liste beschreibt die Mannschaft und die Erfolge des Radsportteams Cofidis, Solutions Crédits in der Saison 2018.

## Erfolge in der UCI WorldTour
Bei den Rennen der UCI WorldTour im Jahr 2018 gelangen dem Team nachstehende Erfolge.
| Datum      | Rennen                    | Sieger         |
| ---------- | ------------------------- | -------------- |
| 30. August | 6. Etappe Vuelta a España | Nacer Bouhanni |

## Erfolge in der UCI Europe Tour
Bei den Rennen der UCI Europe Tour im Jahr 2018 gelangen dem Team nachstehende Erfolge.
| Datum          | Rennen                                 | Kat. | Sieger             |
| -------------- | -------------------------------------- | ---- | ------------------ |
| 1. Februar     | 2. Etappe Étoile de Bessèges           | 2.1  | Christophe Laporte |
| 9. Februar     | 1. Etappe Tour La Provence             | 2.1  | Christophe Laporte |
| 11. Februar    | 3. Etappe Tour La Provence             | 2.1  | Christophe Laporte |
| 15. April      | Tro Bro Leon                           | 1.1  | Christophe Laporte |
| 6. Mai         | 4. Etappe Tour de Yorkshire            | 2.1  | Stéphane Rossetto  |
| 10. Mai        | 3. Etappe Vier Tage von Dünkirchen     | 2.HC | Nacer Bouhanni     |
| 8.–13. Mai     | Gesamtwertung Vier Tage von Dünkirchen | 2.HC | Dimitri Claeys     |
| 18. Mai        | 1. Etappe Tour de l’Ain                | 2.1  | Hugo Hofstetter    |
| 20. Mai        | Grote Prijs Marcel Kint                | 1.1  | Nacer Bouhanni     |
| 25. Mai        | 3. Etappe Belgien-Rundfahrt (EZF)      | 2.HC | Christophe Laporte |
| 31. Mai        | 1. Etappe Luxemburg-Rundfahrt          | 2.HC | Christophe Laporte |
| 31. Mai        | Prolog Boucles de la Mayenne (EZF)     | 2.1  | Dorian Godon       |
| 2. Juni        | 2. Etappe Boucles de la Mayenne        | 2.1  | Nacer Bouhanni     |
| 3. Juni        | 4. Etappe Luxemburg-Rundfahrt          | 2.HC | Anthony Perez      |
| 3. Juni        | 3. Etappe Boucles de la Mayenne        | 2.1  | Nacer Bouhanni     |
| 14. Juni       | 1. Etappe Route d’Occitanie            | 2.1  | Nacer Bouhanni     |
| 17. August     | 3. Etappe Tour du Limousin             | 2.1  | Nicolas Edet       |
| 15.–18. August | Gesamtwertung Tour du Limousin         | 2.1  | Nicolas Edet       |
| 9. September   | Tour du Doubs                          | 1.1  | Julien Simon       |

## Erfolge in den Nationalen Straßen-Radsportmeisterschaften
Bei den Rennen der Nationalen Straßen-Radsportmeisterschaften 2018 konnte das Team nachstehende Titel erringen.
| Datum    | Rennen                                       | Sieger               |
| -------- | -------------------------------------------- | -------------------- |
| 22. Juni | Eritreische Meisterschaft – Einzelzeitfahren | Daniel Teklehaimanot |

## Mannschaft
| Teamkader 2018                            | Teamkader 2018     | Teamkader 2018 | Teamkader 2018                                         |
| Name                                      | Geburtsdatum       | Land           | Vorheriges Team                                        |
| ----------------------------------------- | ------------------ | -------------- | ------------------------------------------------------ |
| Guillaume Bonnafond                       | 23. Juni 1987      | Frankreich     | AG2R La Mondiale (2016)                                |
| Nacer Bouhanni                            | 25. Juli 1990      | Frankreich     | FDJ.fr (2014)                                          |
| Rayane Bouhanni                           | 24. Februar 1996   | Frankreich     | AWT-Greenway (2015)                                    |
| Loïc Chetout                              | 23. September 1992 | Frankreich     | GSC Blagnac Vélo Sport 31 (2014)                       |
| Dimitri Claeys                            | 18. Juni 1987      | Belgien        | Wanty-Groupe Gobert (2016)                             |
| Nicolas Edet                              | 2. Dezember 1987   | Frankreich     | Véranda Rideau Sarthe 72 (2010)                        |
| Dorian Godon                              | 25. Mai 1996       | Frankreich     | Vulco-VC Vaulx-en-Velin (2016)                         |
| Jesús Herrada                             | 26. Juli 1990      | Spanien        | Movistar Team (2017)                                   |
| José Herrada                              | 1. Oktober 1985    | Spanien        | Movistar Team (2017)                                   |
| Hugo Hofstetter                           | 13. Februar 1994   | Frankreich     | Club Cycliste d'Étupes (2015)                          |
| Christophe Laporte                        | 11. Dezember 1992  | Frankreich     | AVC Aix-en-Provence (2013)                             |
| Cyril Lemoine                             | 3. März 1983       | Frankreich     | Sojasun (2013)                                         |
| Mathias Le Turnier                        | 14. März 1995      | Frankreich     | Océane Top 16 (2016)                                   |
| Luis Ángel Maté                           | 23. März 1984      | Spanien        | Androni Giocattoli-Serramenti PVC Diquigiovanni (2010) |
| Daniel Navarro                            | 18. Juli 1983      | Spanien        | Saxo Bank-Tinkoff Bank (2012)                          |
| Anthony Perez                             | 22. April 1991     | Frankreich     | AVC Aix-en-Provence (2015)                             |
| Stéphane Rossetto                         | 6. April 1987      | Frankreich     | BigMat-Auber 93 (2014)                                 |
| Julien Simon                              | 4. Oktober 1985    | Frankreich     | Sojasun (2013)                                         |
| Geoffrey Soupe                            | 22. März 1988      | Frankreich     | FDJ.fr (2014)                                          |
| Anthony Turgis                            | 16. Mai 1994       | Frankreich     | CC Nogent-sur-Oise (2014)                              |
| Jimmy Turgis                              | 10. August 1991    | Frankreich     | Roubaix Métropole européenne de Lille (2016)           |
| Bert Van Lerberghe                        | 29. September 1992 | Belgien        | Sport Vlaanderen-Baloise (2017)                        |
| Michaël Van Staeyen                       | 13. August 1988    | Belgien        | Topsport Vlaanderen-Baloise (2014)                     |
| Kenneth Vanbilsen                         | 1. Juni 1990       | Belgien        | Topsport Vlaanderen-Baloise (2014)                     |
| Victor Lafay (1. Aug.–31. Dez.)           | 17. Januar 1996    | Frankreich     | Bourg-en-Bresse Ain Cyclisme (2017)                    |
| Daniel Teklehaimanot                      | 10. November 1988  | Eritrea        | Dimension Data (2017)                                  |
|                                           |                    |                |                                                        |
| Quellen: ProCyclingStats Cycling Quotient |                    |                |                                                        |